# Vöröslábú kígyászdaru
A vöröslábú kígyászdaru, vagy más néven kariáma (Cariama cristata) a madarak (Aves) osztályának kígyászdarualakúak (Cariamiformes) rendjébe, ezen belül a kígyászdarufélék (Cariamidae) családjába tartozó Cariama madárnem egyetlen faja.

## Előfordulása
Dél-Amerika középső részének füves pampáin és ritkás, száraz trópusi erdőségeiben találkozhatunk vele, mintegy 5 900 000 km² nagyságú területen. Brazília középső és keleti, valamint Paraguay és Bolívia keleti vidékeitől Uruguayon át Közép-Argentínáig megtalálható, körülbelül 2000 méteres tengerszint feletti magasságig.

## Megjelenése
A kariáma mind méreteit, mind életmódját tekintve leginkább az európai túzokhoz hasonlítható. Nagy termetű pampai madár. Kiegyenesedve mintegy 90 centiméteres magasságot érhet el, szárnyfesztávolsága 90–120 centiméter. testtömege pedig 1,5 kilogramm körül mozog. A laza tollazat szürkésbarna, a hasi részen világos, a szárnytollakon fehér és fekete csíkok láthatóak. A csőr és a lábak vörös színűek, a szem körüli bőr feltűnő kobaltkék, míg a szemek maguk sárgák. A vöröslábú kígyászdaru különlegessége az akár 10 centiméter hosszú, a csőr tövénél növekvő, merev tollakból álló bóbita. Azon kevés madár közé tartozik, amelyeknek szempillái vannak. A nemek egyformák, bár a hímek némileg nagyobbak a tojóknál.

## Életmódja
Bár a faj neve arra utal, hogy elsősorban kígyókkal táplálkozik, ez nem fedi a valóságot. A kariáma ugyanis mindenevő, táplálékának csak egy részét teszik ki különféle, gyors és halálos csőrvágásokkal elejtett hüllők, de jelentős mennyiségű rágcsálót, ízeltlábút és madarat is elpusztít. Bár előszeretettel fogyaszt más állatokat, különféle növényi táplálékot is képes elfogyasztani: gyümölcsöket, magvakat, terméseket.
Nem szeret repülni, életét nagyrészt a talajszinten tölti, éjszakára fák tetejére húzódik. Ha veszélybe kerül, gyors futással menekül jellegzetes, előredőlt testhelyzetben. Hangja jellegzetes: hangos, kilométerekre elhallatszó kutyavinnyogásra emlékeztet. A párok leginkább a kora reggeli és esti órákban hallatják, ezzel jelezve igényüket a territóriumukra.
|  |

## Szaporodása
A vöröslábú kígyászdaru monogám madár. A párzási időszak a vadonban a május és szeptember közti esős időszakra esik, ilyenkor az udvarló hím szárnytollait mutogatja választottjának, és peckesen lépked előtte lehajtott fejjel és merev bóbitával. A pár közösen építi gallyakból és vesszőkből a sárral összetapasztott fészket, melynek helye többnyire egy fa ágvillája 1-5 méteres magasságban.
Az általában kettő, fehér alapon enyhén pettyezett tojáson mindkét szülő kotlik. A 25-30 nap múltán kikelő fiókákat hosszú, barna tollak borítják. Eleinte a szülők etetik őket, majd kb. kéthetes koruktól követik vadászataikon anyjukat és apjukat, és mivel már ekkor képesek „ugatni”, segítenek a territórium határainak zajos kijelölésében. A kirepülésre egy hónapos korban kerül sor, és ismereteink szerint a vöröslábú kígyászdarvak nyolc hónapos korban érik el az ivarérettséget.
|  |

## Védettsége
Mivel hatalmas területen fordul elő viszonylag nagy példányszámban, a Természetvédelmi Világszövetség értékelése szerint a kariáma nem fenyegetett. Úgy tűnik, az emberi tevékenységhez is jól alkalmazkodott. Példányszáma területenként változó, a legritkább talán Uruguayban. Fogságban könnyen szaporítható.
Magyarországon állatkertekben nem túl gyakori faj. A Szegedi Vadasparkban és a Veszprémi Állatkertben tartják.